# Dzień Administratora
Dzień Administratora (ang. System Administrator Appreciation Day, Sysadmin Day lub SAAD) jest dniem przypadającym na ostatni piątek lipca każdego roku i jest obchodzony od 2000 r.
Głównym celem ludzi propagujących obchodzenie tego dnia jest uznanie pracy wykonywanej przez administratorów różnych systemów komputerowych oraz telekomunikacyjnych. Ted Kekatos, pomysłodawca SAAD, ma nadzieję, że użytkownicy owych systemów wyślą tego dnia administratorom różne prezenty w podziękowaniu za ich pracę, albo przynajmniej złożą życzenia i podziękowania.